# Joely Richardson
Joely Kim Richardson (Londres, 9 de Janeiro de 1965) é uma atriz britânica nascida na Inglaterra, filha da atriz Vanessa Redgrave e do diretor Tony Richardson. É irmã da atriz Natasha Richardson e meio-irmã do ator Carlo Gabriel Nero.
Foi casada com o produtor Tim Bevan, entre 1992 e 2001, com quem tem uma filha, Daisy, nascida em 1992.
Um de seus trabalhos mais importantes na Televisão é o seriado Nip/Tuck, série que é transmitida pela FOX e SBT (Estética), e que foi criada por Ryan Murphy. Também atuou no filme 101 Dálmatas como Anita Campbell.

## Filmografia
| Ano         | Filme                                                   | Papel                       | Observação                                       |
| ----------- | ------------------------------------------------------- | --------------------------- | ------------------------------------------------ |
| 1968        | The Charge of the Light Brigade                         | extra                       | Uncredited appearance                            |
| 1985        | Wetherby                                                | Young Jean Travers          |                                                  |
| 1987        | Body Contact                                            | Dominique                   |                                                  |
| 1988        | Drowning by Numbers                                     | Cissie Colpitts 3           |                                                  |
| 1989        | A proposito di quella strana ragazza                    | Giovanna Serafin (Maria)    | Film known as About That Foreign Girl in English |
| 1991        | King Ralph                                              | Princess Anna               |                                                  |
| 1992        | Rebecca's Daughters                                     | Rhiannon                    |                                                  |
| 1992        | Shining Through                                         | Margrete Von Eberstein      |                                                  |
| 1993        | Lady Chatterley                                         | Lady Chatterley             | Minissérie                                       |
| 1994        | Sister My Sister                                        | Christine                   |                                                  |
| 1994        | I'll Do Anything                                        | Cathy Breslow               |                                                  |
| 1996        | Loch Ness                                               | Laura McFetridge            |                                                  |
| 1996        | 101 Dalmatians                                          | Anita                       |                                                  |
| 1997        | Event Horizon                                           | Lt. Starck                  |                                                  |
| 1998        | Wrestling with Alligators                               | Claire                      |                                                  |
| 1998        | The Tribe                                               | Emily                       |                                                  |
| 2000        | Maybe Baby                                              | Lucy Bell                   |                                                  |
| 2000        | Return to Me                                            | Elizabeth Rueland           |                                                  |
| 2000        | The Patriot                                             | Charlotte Selton            |                                                  |
| 2001        | The Affair of the Necklace                              | Marie-Antoinette            |                                                  |
| 2003        | Shoreditch                                              | Butterfly                   |                                                  |
| 2003 - 2010 | Nip/Tuck                                                | Julia McNamara              | Main character                                   |
| 2004        | The Fever                                               | Woman at 30                 |                                                  |
| 2005        | Lies My Mother Told Me                                  | Laren Sims                  |                                                  |
| 2005        | Wallis & Edward                                         | Wallis Simpson              |                                                  |
| 2006        | Fatal Contact: Bird Flu in America                      | Dr. Iris Varnack            |                                                  |
| 2007        | The Last Mimsy                                          | Jo Wilder                   |                                                  |
| 2007        | The Christmas Miracle of Jonathan Toomey                | Susan McDowel               |                                                  |
| 2007        | Freezing                                                | Rachel                      | Série de televisão                               |
| 2009        | The Day of the Triffids                                 | Jo Playton                  | Série de televisão                               |
| 2009        | Agatha Christie's Poirot - Murder on the Orient Express | Mary Debenham               |                                                  |
| 2010        | The Tudors                                              | Catherine Parr              | (Season 4 and final season)                      |
| 2011        | Os Homens Que Não Amavam As Mulheres                    | Anita Vanger/Harriet Vanger |                                                  |
| 2011        | Anonymous                                               | Princess Elizabeth Tudor    |                                                  |
| 2013        | O Violinista do Diabo                                   | Ethel Langham               |                                                  |
| 2014        | Vampire Academy: O Beijo das Sombras                    | Queen Tatiana Ivashkov      |                                                  |
| 2015        | Maggie                                                  | Caroline Vogel              |                                                  |
| 2016        | Fallen                                                  | Sophia Bliss                |                                                  |
| 2017        | Emerald City                                            | Glinda                      |                                                  |
| 2019        | Color Out of Space                                      | Theresa Gardner             |                                                  |